# Llista d'ocells de Hong Kong
Aquesta llista d'ocells de Hong Kong inclou totes les espècies d'ocells trobats a Hong Kong: 493, de les quals 21 estan globalment amenaçades d'extinció i 7 hi foren introduïdes.
Els ocells s'ordenen per ordre i família.

## Gaviiformes

### Gaviidae
- Gavia pacifica

## Podicipediformes

### Podicipedidae
- Tachybaptus ruficollis
- Podiceps cristatus
- Podiceps auritus
- Podiceps nigricollis

## Procellariiformes

### Procellariidae
- Calonectris leucomelas

## Pelecaniformes

### Pelecanidae
- Pelecanus philippensis
- Pelecanus crispus

### Sulidae
- Sula sula
- Sula leucogaster

### Phalacrocoracidae
- Phalacrocorax carbo

### Fregatidae
- Fregata andrewsi
- Fregata minor
- Fregata ariel

## Ciconiiformes

### Ardeidae
- Ardea cinerea
- Ardea melanocephala
- Ardea purpurea
- Ardea alba
- Egretta intermedia
- Egretta garzetta
- Egretta eulophotes
- Egretta sacra
- Ardeola bacchus
- Bubulcus ibis
- Butorides striata
- Nycticorax nycticorax
- Gorsachius goisagi
- Ixobrychus sinensis
- Ixobrychus eurhythmus
- Ixobrychus cinnamomeus
- Ixobrychus flavicollis
- Botaurus stellaris

## Ciconiiformes

### Ciconiidae
- Ciconia nigra
- Ciconia ciconia
- Ciconia boyciana

### Threskiornithidae
- Threskiornis melanocephalus
- Plegadis falcinellus
- Platalea leucorodia
- Platalea minor

## Anseriformes

### Anatidae
- Dendrocygna javanica
- Cygnus columbianus
- Anser serrirostris
- Anser anser
- Tadorna ferruginea
- Tadorna tadorna
- Nettapus coromandelianus
- Aix galericulata
- Anas penelope
- Anas falcata
- Anas strepera
- Anas formosa
- Anas crecca
- Anas carolinensis
- Anas platyrhynchos
- Anas poecilorhyncha
- Anas acuta
- Anas querquedula
- Anas clypeata
- Aythya ferina
- Aythya nyroca
- Aythya baeri
- Aythya fuligula
- Aythya marila
- Melanitta fusca
- Bucephala clangula
- Mergellus albellus
- Mergus serrator

## Falconiformes

### Pandionidae
- Pandion haliaetus

### Accipitridae
- Aviceda leuphotes
- Pernis ptilorhynchus
- Elanus caeruleus
- Milvus migrans
- Haliastur indus
- Haliaeetus leucogaster
- Aegypius monachus
- Spilornis cheela
- Circus aeruginosus
- Circus spilonotus
- Circus cyaneus
- Circus melanoleucos
- Accipiter trivirgatus
- Accipiter soloensis
- Accipiter gularis
- Accipiter virgatus
- Accipiter nisus
- Accipiter gentilis
- Butastur indicus
- Buteo buteo
- Aquila clanga
- Aquila heliaca
- Aquila fasciata
- Spizaetus nipalensis

### Falconidae
- Falco tinnunculus
- Falco subbuteo
- Falco cherrug
- Falco peregrinus

## Galliformes

### Phasianidae
- Francolinus pintadeanus
- Coturnix japonica

## Gruiformes

### Turnicidae
- Turnix tanki
- Turnix suscitator

### Gruidae
- Grus grus

### Rallidae
- Rallina eurizonoides
- Gallirallus striatus
- Rallus aquaticus
- Amaurornis akool
- Amaurornis phoenicurus
- Porzana pusilla
- Porzana fusca
- Porzana paykullii
- Porzana cinerea
- Gallicrex cinerea
- Porphyrio porphyrio
- Gallinula chloropus
- Fulica atra

## Charadriiformes

### Jacanidae
- Hydrophasianus chirurgus

### Rostratulidae
- Rostratula benghalensis

### Recurvirostridae
- Himantopus himantopus
- Recurvirostra avosetta

### Glareolidae
- Glareola maldivarum

### Charadriidae
- Vanellus vanellus
- Vanellus duvaucelii
- Vanellus cinereus
- Pluvialis fulva
- Pluvialis dominica
- Pluvialis squatarola
- Charadrius hiaticula
- Charadrius placidus
- Charadrius dubius
- Charadrius alexandrinus
- Charadrius mongolus
- Charadrius leschenaultii
- Charadrius veredus

### Scolopacidae
- Scolopax rusticola
- Gallinago stenura
- Gallinago megala
- Gallinago gallinago
- Limnodromus scolopaceus
- Limnodromus semipalmatus
- Limosa limosa
- Limosa lapponica
- Numenius minutus
- Numenius phaeopus
- Numenius arquata
- Numenius madagascariensis
- Xenus cinereus
- Actitis hypoleucos
- Tringa ochropus
- Tringa brevipes
- Tringa erythropus
- Tringa nebularia
- Tringa guttifer
- Tringa flavipes
- Tringa stagnatilis
- Tringa glareola
- Tringa totanus
- Arenaria interpres
- Calidris tenuirostris
- Calidris canutus
- Calidris alba
- Calidris ruficollis
- Calidris minuta
- Calidris temminckii
- Calidris subminuta
- Calidris melanotos
- Calidris acuminata
- Calidris ferruginea
- Calidris alpina
- Eurynorhynchus pygmeus
- Limicola falcinellus
- Philomachus pugnax
- Phalaropus lobatus
- Phalaropus fulicarius

### Laridae
- Larus crassirostris
- Larus canus
- Larus glaucescens
- Larus hyperboreus
- Larus heuglini
- Larus vegae
- Larus cachinnans
- Larus ichthyaetus
- Larus schistisagus
- Larus brunnicephalus
- Larus ridibundus
- Larus genei
- Larus saundersi
- Larus relictus
- Larus minutus
- Rissa tridactyla

### Sternidae
- Onychoprion fuscatus
- Onychoprion anaethetus
- Onychoprion aleuticus
- Sternula albifrons
- Sternula antillarum
- Gelochelidon nilotica
- Hydroprogne caspia
- Chlidonias leucopterus
- Chlidonias hybrida
- Sterna dougallii
- Sterna sumatrana
- Sterna hirundo
- Thalasseus bergii

### Stercorariidae
- Stercorarius pomarinus
- Stercorarius longicaudus

### Alcidae
- Synthliboramphus antiquus

## Columbiformes

### Columbidae
- Columba livia
- Streptopelia orientalis
- Streptopelia tranquebarica
- Streptopelia chinensis
- Macropygia unchall
- Chalcophaps indica
- Treron curvirostra
- Treron sieboldii

## Psittaciformes

### Cacatuidae
- Cacatua sulphurea

### Psittacidae
- Psittacula krameri

## Cuculiformes

### Cuculidae
- Clamator coromandus
- Cuculus sparverioides
- Cuculus hyperythrus
- Cuculus fugax
- Cuculus micropterus
- Cuculus saturatus
- Cuculus poliocephalus
- Cacomantis merulinus
- Chrysococcyx maculatus
- Eudynamys scolopaceus
- Centropus sinensis
- Centropus bengalensis

## Strigiformes

### Tytonidae
- Tyto longimembris

### Strigidae
- Otus lettia
- Otus lempiji
- Otus sunia
- Bubo bubo
- Ketupa zeylonensis
- Glaucidium cuculoides
- Ninox scutulata
- Asio flammeus

## Caprimulgiformes

### Caprimulgidae
- Caprimulgus indicus
- Caprimulgus affinis

## Apodiformes

### Apodidae
- Hirundapus caudacutus
- Hirundapus cochinchinensis
- Apus apus
- Apus pacificus
- Apus affinis
- Apus nipalensis

## Trogoniformes

### Trogonidae
- Harpactes erythrocephalus

## Coraciiformes

### Alcedinidae
- Alcedo atthis
- Halcyon smyrnensis
- Halcyon pileata
- Todiramphus chloris
- Megaceryle lugubris
- Ceryle rudis

### Meropidae
- Merops viridis
- Merops philippinus

### Coraciidae
- Eurystomus orientalis

### Upupidae
- Upupa epops

## Piciformes

### Capitonidae
- Megalaima virens

### Picidae
- Jynx torquilla
- Picumnus innominatus
- Dendrocopos hyperythrus
- Dendrocopos major
- Celeus brachyurus
- Picus xanthopygaeus
- Picus canus
- Blythipicus pyrrhotis

## Passeriformes

### Pittidae
- Pitta brachyura
- Pitta nympha
- Pitta moluccensis

### Alaudidae
- Mirafra javanica
- Calandrella brachydactyla
- Alauda arvensis
- Alauda gulgula

### Hirundinidae
- Riparia paludicola
- Riparia riparia
- Riparia diluta
- Hirundo rustica
- Delichon dasypus
- Cecropis daurica

### Motacillidae
- Anthus rufulus
- Anthus sylvanus
- Anthus cervinus
- Anthus hodgsoni
- Anthus gustavi
- Anthus spinoletta
- Anthus rubescens
- Dendronanthus indicus
- Motacilla alba
- Motacilla flava
- Motacilla citreola
- Motacilla cinerea

### Campephagidae
- Coracina macei
- Coracina melaschistos
- Pericrocotus roseus
- Pericrocotus cantonensis
- Pericrocotus divaricatus
- Pericrocotus flammeus
- Pericrocotus solaris

### Pycnonotidae
- Pycnonotus jocosus
- Pycnonotus xanthorrhous
- Pycnonotus sinensis
- Pycnonotus aurigaster
- Hemixos castanonotus
- Hypsipetes leucocephalus

### Chloropseidae
- Chloropsis hardwickii

### Aegithinidae
- Aegithina tiphia
- Aegithina lafresnayei

### Bombycillidae
- Bombycilla japonica

### Turdidae
- Monticola gularis
- Monticola rufiventris
- Monticola solitarius
- Myophonus caeruleus
- Zoothera citrina
- Zoothera sibirica
- Zoothera dauma
- Turdus hortulorum
- Turdus cardis
- Turdus merula
- Turdus feae
- Turdus obscurus
- Turdus pallidus
- Turdus chrysolaus
- Turdus naumanni

### Cisticolidae
- Cisticola juncidis
- Cisticola exilis
- Prinia crinigera
- Prinia flaviventris
- Prinia subflava
- Prinia inornata

### Sylviidae
- Urosphena squameiceps
- Cettia canturians
- Cettia pallidipes
- Cettia fortipes
- Cettia acanthizoides
- Bradypterus thoracicus
- Bradypterus seebohmi
- Bradypterus luteoventris
- Locustella lanceolata
- Locustella certhiola
- Locustella ochotensis
- Locustella pleskei
- Acrocephalus bistrigiceps
- Acrocephalus tangorum
- Acrocephalus agricola
- Acrocephalus concinens
- Acrocephalus dumetorum
- Acrocephalus arundinaceus
- Acrocephalus orientalis
- Acrocephalus aedon
- Hippolais caligata
- Orthotomus sutorius
- Phylloscopus collybita
- Phylloscopus fuscatus
- Phylloscopus armandii
- Phylloscopus schwarzi
- Phylloscopus proregulus
- Phylloscopus yunnanensis
- Phylloscopus inornatus
- Phylloscopus humei
- Phylloscopus borealis
- Phylloscopus trochiloides
- Phylloscopus tenellipes
- Phylloscopus coronatus
- Phylloscopus reguloides
- Phylloscopus ricketti
- Seicercus burkii
- Seicercus castaniceps
- Abroscopus albogularis
- Graminicola bengalensis

### Muscicapidae
- Rhinomyias brunneatus
- Muscicapa griseisticta
- Muscicapa sibirica
- Muscicapa dauurica
- Muscicapa ferruginea
- Ficedula zanthopygia
- Ficedula narcissina
- Ficedula mugimaki
- Ficedula strophiata
- Ficedula albicilla
- Ficedula westermanni
- Cyanoptila cyanomelana
- Eumyias thalassinus
- Niltava macgrigoriae
- Niltava davidi''
- Cyornis hainanus
- Cyornis unicolor
- Cyornis rubeculoides
- Cyornis banyumas
- Culicicapa ceylonensis
- Erithacus akahige
- Luscinia sibilans
- Luscinia calliope
- Luscinia svecica
- Luscinia cyane
- Tarsiger cyanurus
- Copsychus saularis
- Phoenicurus ochruros
- Phoenicurus auroreus
- Rhyacornis fuliginosa
- Enicurus schistaceus
- Saxicola maurus
- Saxicola ferreus
- Oenanthe pleschanka

### Monarchidae
- Hypothymis azurea
- Terpsiphone atrocaudata
- Terpsiphone paradisi

### Timaliidae
- Garrulax perspicillatus
- Garrulax pectoralis
- Garrulax chinensis
- Garrulax canorus
- Garrulax sannio
- Pomatorhinus erythrocnemis
- Pomatorhinus ruficollis
- Pnoepyga pusilla
- Stachyris ruficeps
- Babax lanceolatus
- Leiothrix argentauris
- Leiothrix lutea
- Alcippe morrisonia
- Yuhina castaniceps
- Yuhina zantholeuca

### Paradoxornithidae
- Paradoxornis gularis
- Paradoxornis webbianus

### Aegithalidae
- Aegithalos concinnus

### Paridae
- Pardaliparus venustulus
- Parus major
- Parus spilonotus

### Sittidae
- Sitta frontalis

### Remizidae
- Remiz consobrinus

### Nectariniidae
- Aethopyga christinae

### Dicaeidae
- Dicaeum concolor
- Dicaeum ignipectum
- Dicaeum cruentatum

### Zosteropidae
- Zosterops erythropleurus
- Zosterops japonicus

### Oriolidae
- Oriolus chinensis
- Oriolus traillii

### Laniidae
- Lanius tigrinus
- Lanius bucephalus
- Lanius cristatus
- Lanius collurioides
- Lanius schach

### Dicruridae
- Dicrurus macrocercus
- Dicrurus leucophaeus
- Dicrurus hottentottus
- Dicrurus bracteatus

### Corvidae
- Garrulus glandarius
- Urocissa erythrorhyncha
- Dendrocitta formosae
- Pica pica
- Corvus dauuricus
- Corvus corone
- Corvus macrorhynchos
- Corvus torquatus

### Sturnidae
- Acridotheres cristatellus
- Acridotheres tristis
- Gracupica nigricollis
- Sturnia sturnina
- Sturnia philippensis
- Sturnia sinensis
- Sturnia malabarica
- Pastor roseus
- Sturnus sericeus
- Sturnus cineraceus
- Sturnus vulgaris

### Passeridae
- Passer rutilans
- Passer montanus

### Ploceidae
- Ploceus philippinus

### Estrildidae
- Lonchura striata
- Lonchura punctulata
- Lonchura malacca
- Lonchura atricapilla

### Fringillidae
- Fringilla montifringilla
- Carpodacus erythrinus
- Carduelis spinus
- Carduelis sinica
- Coccothraustes coccothraustes
- Eophona migratoria
- Eophona personata

### Emberizidae
- Melophus lathami
- Emberiza cioides
- Emberiza buchanani
- Emberiza yessoensis
- Emberiza tristrami
- Emberiza fucata
- Emberiza pusilla
- Emberiza chrysophrys
- Emberiza rustica
- Emberiza elegans
- Emberiza aureola
- Emberiza rutila
- Emberiza melanocephala
- Emberiza sulphurata
- Emberiza spodocephala
- Emberiza pallasi
- Emberiza schoeniclus[1]